# Russischer Fußballpokal 1997/98
Der Russische Fußballpokal 1997/98 war die sechste Austragung des russischen Pokalwettbewerbs der Männer. Pokalsieger wurde Spartak Moskau. Das Team setzte sich im Finale am 7. Juni 1998 im Olympiastadion Luschniki von Moskau gegen Titelverteidiger Lokomotive Moskau durch.

## Modus
Bis zur 4. Runde wurden die Paarungen nach regionalen Gesichtspunkten gelost. Die Spiele der ersten Runde wurden im April ausgetragen, das Finale im darauffolgenden Jahr im Juni, sodass sich der Pokalwettbewerb über 14 Monate erstreckte. Alle Begegnungen wurden in einem Spiel ausgetragen. Bei unentschiedenem Ausgang wurde zur Ermittlung des Siegers eine Verlängerung gespielt. Stand danach kein Sieger fest, folgte ein Elfmeterschießen. Da der Pokalsieger bereits für die Champions League gemeldet hatte, qualifizierte sich der Finalist für den Europapokal der Pokalsieger.

## Teilnehmende Teams
| Oberste Liga (18) | 1. Liga (22) | 1. Liga (22) | 1. Liga (22) |
| --- | --- | --- | --- |
| - Dynamo Moskau - Lokomotive Moskau - Spartak Moskau - Torpedo Moskau - ZSKA Moskau - Alanija Wladikawkas - Baltika Kaliningrad - Fakel Woronesch - KAMAS Nabereschnyje Tschelny | - Krylja Sowetow Samara - Lokomotive Nischni Nowgorod - Rostselmasch Rostow - Rotor Wolgograd - Schemtschuschina Sotschi - Schinnik Jaroslawl - FK Tjumen - Tschernomorez Noworossijsk - Zenit St. Petersburg                                                                                                   | - Anschi Machatschkala - Dynamo Stawropol - Druschba Maikop - Irtysch Omsk - Gasowik-Gasprom Ischewsk - Kuban Krasnodar - ZSK WWS-Kristall Smolensk - Lokomotive Tschita - Lada-Grad Dimitrowgrad - Lokomotive St. Petersburg - FK Lada Toljatti-WAS                                                                             | - FK Lutsch Wladiwostok - Metallurg Lipezk - FK Neftechimik Nischnekamsk - Sarja Leninsk-Kusnezki - Saturn Ramenskoje - Sokol-PSD Saratow - Spartak Naltschik - Energija Kamyschin - Torpedo Wolschski - Uralmasch Jekaterinburg - Uralan Elista                                                                                                   |
| 2. Liga (60) | | | |
| - Amkar Perm - Amur Blagoweschtschensk - Angara Angarsk - Anguscht Nasran - Torpedo Armawir - Arsenal Tula - Awangard Kursk - Awtodor Wladikawkas - Awtomobilist Noginsk - Awtosaptschast Baksan - FK Don Nowomoskowsk - Dynamo Barnaul - Dynamo Omsk - FK Dynamo St. Petersburg - Dynamo Schemtschuschina-2 Sotschi | - Dynamo Wologda - Energija Tschaikowski - Energija Pjatigorsk - FK Orjol - FK Sibir Kurgan - FK SKA-Chabarowsk - FK SKA Rostow - FK Gattschina - Irtysch Tobolsk - Kawkaskabel Prochladny - Kusbass Kemerewo - Lokomotive Liski - Metallurg Krasnojarsk - Magnitka Magnitogorsk - Metallurg-Sabsib Nowokusnezk | - FK Mosenergo Moskau - MTschS Seljatino - Nosta Nowotroizk - Okean Nachodka - Rubin Kasan - Samotlor-XXI Nischnewartowsk - FK Saljut-Jukos Belgorod - FK Meschduretschensk - Selenga Ulan-Ude - Sodowik Sterlitamak - Spartak Anapa - FK Spartak-Orechowo - FK Spartak Rjasan - Spartak Schtschjolkowo - Spartak Tambow         | - Swesda Irkutsk - Tekstilschtschik Iwanowo - Tom Tomsk - Torpedo Arsamas - Torpedo Rubzowsk - Torpedo Pawlowo - Torpedo Taganrog - Tschkalowez Nowosibirsk - UralAZ Miass - Wenez Gulkewitschi - Wiktorija Nasarowo - Wolga Twer - Wolga Uljanowsk - Wolgar-Gasprom Astrachan - Zenit Ischewsk                                                    |
| 3. Liga (60) | | | |
| - Kolos Taganrog - Asmaral Moskau - Beschtau Lermontow - Biochimik-Mordowija Saransk - Chimik Dserschinsk - FK Derbent - Druschba Joschkar-Ola - Dynamo Brjansk - Dynamo-Imamat Machatschkala - Dynamo Perm - Elektron Wjatskije Poljany - Energetik Uren - Fabus Bronnizky - Gasowik Orenburg - Industrija Obninsk  | - Iskra Engels - FK Kolomna-820 - Kosmos Dolgoprudny - Krasnogwardejez Moskau - Kuban Slawjansk-na-Kubani - Lokomotive Jelez - Lokomotive Kaluga - Lokomotive Mineralnyje Wody - Lutsch Tula - Maschinostroitel Pskow - Metisnik Magnitogorsk - Monolit Moskau - FK Mosdok - Nart Nartkala - Nart Tscherkessk   | - Metallurg Krasny Sulin - Metallurg Wyksa - Neftjanik Bugulma - Neftjanik Pochwistnewo - Neftjanik Jaroslawl - Niwa Slawjansk-na-Kubani - Olimp Kislowodsk - Progress Selenodolsk - FK Roda Moskau - Rotor-2 Michailowka - Saljut Saratow - Schachtjor Schachty - Spartak-Bratskij Juschny - Spartak Brjansk - Spartak Kostroma | - Sportakademklub Moskau - Stroitel Morschansk - Swetotechnika Saransk - FK Titan Reutow - Torgmasch Ljuberzy - Torpedo-SIL Moskau - Torpedo-Wiktorija Nischni Nowgorod - Torpedo Wladimir - Tschertanowo Moskau - Trubnik Kamensk-Uralski - Uralez Nischni Tagil - Wolga Balakowo - FK Wolgodonsk - Wolotschanin Wyschni Wolotschok - Zenit Pensa |

Römische Ziffern in Klammern geben die Ligastufe an, an der die Vereine während der Saison 1997 teilnehmen.

## 1. Runde
| Datum      |                                         | Ergebnis              |                                    |
| ---------- | --------------------------------------- | --------------------- | ---------------------------------- |
| 02.05.1997 | Tom Tomsk (III)                         | 4:1                   | Kusbass Kemerewo (III)             |
| 02.05.1997 | Metallurg Krasnojarsk (III)             | 3:2 n. V.             | Wiktorija Nasarowo (III)           |
| 02.05.1997 | FK Meschduretschensk (III)              | 0:1                   | Metallurg-Sabsib Nowokusnezk (III) |
| 02.05.1997 | Energetik Uren (IV)                     | 2:0                   | Chimik Dserschinsk (IV)            |
| 02.05.1997 | Chimik Dserschinsk (III)                | 3:1                   | Torpedo Rubzowsk (III)             |
| 02.05.1997 | Samotlor-XXI Nischnewartowsk (III)      | 3:0                   | Irtysch Tobolsk (III)              |
| 02.05.1997 | Dynamo Omsk (III)                       | 2:0                   | Tschkalowez Nowosibirsk (III)      |
| 04.05.1997 | Zenit Pensa (IV)                        | 1:0                   | Biochimik-Mordowija Saransk (IV)   |
| 04.05.1997 | Wolotschanin Wyschni Wolotschok (IV)    | 2:1 n. V.             | FK Gattschina (III)                |
| 04.05.1997 | Torpedo-Wiktorija Nischni Nowgorod (IV) | 2:0                   | Swetotechnika Saransk (IV)         |
| 04.05.1997 | Spartak Kostroma (IV)                   | 0:6                   | Dynamo Wologda (III)               |
| 04.05.1997 | Saljut Saratow (IV)                     | 1:0                   | Iskra Engels (IV)                  |
| 04.05.1997 | Progress Selenodolsk (IV)               | 0:0 n. V. (5:3 i. E.) | Torpedo Pawlowo (III)              |
| 04.05.1997 | Neftjanik Jaroslawl (IV)                | 2:0                   | Wolga Twer (III)                   |
| 04.05.1997 | Neftjanik Bugulma (IV)                  | 2:1                   | Neftjanik Pochwistnewo (IV)        |
| 04.05.1997 | Metallurg Wyksa (IV)                    | 2:1                   | Torpedo Arsamas (III)              |
| 04.05.1997 | Dynamo-Imamat Machatschkala (IV)        | kampflos              | FK Derbent (IV)                    |
| 04.05.1997 | Druschba Joschkar-Ola (IV)              | 0:3                   | Rubin Kasan (III)                  |
| 04.05.1997 | Metisnik Magnitogorsk (IV)              | 1:4                   | Nosta Nowotroizk (III)             |
| 04.05.1997 | Elektron Wjatskije Poljany (IV)         | 1:0                   | Zenit Ischewsk (III)               |
| 04.05.1997 | Wolga Uljanowsk (III)                   | 1:0                   | Sodowik Sterlitamak (III)          |
| 04.05.1997 | Trubnik Kamensk-Uralski (IV)            | 2:0                   | Dynamo Perm (IV)                   |
| 04.05.1997 | Gasowik Orenburg (IV)                   | 0:0 n. V. (2:4 i. E.) | Magnitka Magnitogorsk (III)        |
| 05.05.1997 | Wolga Balakowo (IV)                     | 0:2                   | Torpedo-SIL Moskau (IV)            |
| 05.05.1997 | Sportakademklub Moskau (IV)             | 0:3                   | FK Spartak-Orechowo (III)          |
| 05.05.1997 | FK Roda Moskau (IV)                     | 5:1                   | Monolit Moskau (IV)                |
| 05.05.1997 | Tschertanowo Moskau (IV)                | 3:4                   | Asmaral Moskau (IV)                |

## 2. Runde
| Datum      |                                         | Ergebnis              |                                         |
| ---------- | --------------------------------------- | --------------------- | --------------------------------------- |
| 15.05.1997 | Zenit Pensa (IV)                        | 3:1                   | Energija Kamyschin (II)                 |
| 15.05.1997 | Wolotschanin Wyschni Wolotschok (IV)    | 2:2 n. V. (4:2 i. E.) | FK Dynamo St. Petersburg (III)          |
| 15.05.1997 | Wolga Uljanowsk (IV)                    | 2:0                   | Lada-Grad Dimitrowgrad (II)             |
| 15.05.1997 | Torpedo-SIL Moskau (IV)                 | 2:1                   | Saljut Saratow (IV)                     |
| 15.05.1997 | Torpedo-Wiktorija Nischni Nowgorod (IV) | 2:2 n. V. (2:3 i. E.) | Metallurg Wyksa (IV)                    |
| 15.05.1997 | Torpedo Wladimir (IV)                   | 1:2                   | Tekstilschtschik Iwanowo (III)          |
| 15.05.1997 | Torpedo Taganrog (III)                  | kampflos              | Kolos Taganrog (IV)                     |
| 15.05.1997 | Torgmasch Ljuberzy (IV)                 | 2:1                   | Fabus Bronnizky (IV)                    |
| 15.05.1997 | FK Titan Reutow (IV)                    | 1:1 n. V. (1:4 i. E.) | Spartak Schtschjolkowo (III)            |
| 15.05.1997 | Stroitel Morschansk (IV)                | 2:1                   | FK Spartak Rjasan (III)                 |
| 15.05.1997 | FK Spartak-Orechowo (IV)                | 1:2                   | FK Roda Moskau (IV)                     |
| 15.05.1997 | Spartak-Bratskij Juschny (IV)           | 2:1                   | Torpedo Wolschski (II)                  |
| 15.05.1997 | Spartak Tambow (III)                    | 0:1                   | Metallurg Lipezk (II)                   |
| 15.05.1997 | Spartak Naltschik (II)                  | 4:2                   | Nart Tscherkessk (IV)                   |
| 15.05.1997 | Rubin Kasan (IV)                        | 3:1                   | Progress Selenodolsk (IV)               |
| 15.05.1997 | Rotor-2 Michailowka (IV)                | 1:0                   | Wolgar-Gasprom Astrachan (III)          |
| 15.05.1997 | Olimp Kislowodsk (IV)                   | 1:3 n. V.             | Druschba Maikop (II)                    |
| 15.05.1997 | Niwa Slawjansk-na-Kubani (IV)           | 3:1                   | Spartak Anapa (III)                     |
| 15.05.1997 | Neftjanik Bugulma (IV)                  | 3:2                   | FK Lada Toljatti-WAS (II)               |
| 15.05.1997 | Nart Nartkala (IV)                      | 0:2                   | Awtosaptschast Baksan (III)             |
| 15.05.1997 | FK Mosenergo Moskau (III)               | 4:1                   | Awtomobilist Noginsk (III)              |
| 15.05.1997 | Metallurg Krasny Sulin (IV)             | 3:1                   | Schachtjor Schachty (IV)                |
| 15.05.1997 | Maschinostroitel Pskow (IV)             | 0:3                   | ZSK WWS-Kristall Smolensk (II)          |
| 15.05.1997 | Lutsch Tula (IV)                        | 0:4                   | MTschS Seljatino (III)                  |
| 15.05.1997 | Lokomotive Jelez (IV)                   | 3:2                   | Lokomotive Liski (III)                  |
| 15.05.1997 | Lokomotive Mineralnyje Wody (IV)        | 1:6                   | Torpedo Armawir (III)                   |
| 15.05.1997 | Lokomotive Kaluga (IV)                  | 2:0                   | Spartak Brjansk (IV)                    |
| 15.05.1997 | Kuban Slawjansk-na-Kubani (IV)          | kampflos              | Dynamo Schemtschuschina-2 Sotschi (III) |
| 15.05.1997 | Kosmos Dolgoprudny (IV)                 | 6:0                   | Krasnogwardejez Moskau (IV)             |
| 15.05.1997 | Kawkaskabel Prochladny (III)            | 2:1 n. V.             | Anguscht Nasran (III)                   |
| 15.05.1997 | FK Wolgodonsk (IV)                      | 0:2                   | FK SKA Rostow (III)                     |
| 15.05.1997 | FK Orjol (III)                          | 3:1                   | FK Don Nowomoskowsk (III)               |
| 15.05.1997 | FK Mosdok (IV)                          | 0:0 n. V. (0:3 i. E.) | Awtodor Wladikawkas (III)               |
| 15.05.1997 | FK Kolomna-820 (IV)                     | 1:2                   | Saturn Ramenskoje (II)                  |
| 15.05.1997 | Energetik Uren (IV)                     | 1:4                   | Sokol-PSD Saratow (II)                  |
| 15.05.1997 | Dynamo-Imamat Machatschkala (IV)        | 0:4                   | Anschi Machatschkala (II)               |
| 15.05.1997 | Dynamo Wologda (III)                    | 3:0                   | Neftjanik Jaroslawl (IV)                |
| 15.05.1997 | Dynamo Brjansk (IV)                     | 2:0                   | Industrija Obninsk (IV)                 |
| 15.05.1997 | Beschtau Lermontow (IV)                 | 0:2                   | Energija Pjatigorsk (III)               |
| 15.05.1997 | Awangard Kursk (III)                    | 0:1                   | FK Saljut-Jukos Belgorod (III)          |
| 15.05.1997 | Asmaral Moskau (IV)                     | 3:4                   | Arsenal Tula (III)                      |
| 15.05.1997 | UralAZ Miass (III)                      | 0:0 n. V. (2:4 i. E.) | FK Sibir Kurgan (III)                   |
| 15.05.1997 | Elektron Wjatskije Poljany (IV)         | 0:1                   | Amkar Perm (III)                        |
| 15.05.1997 | Uralez Nischni Tagil (IV)               | 0:1                   | FK Neftechimik Nischnekamsk (II)        |
| 15.05.1997 | Trubnik Kamensk-Uralski (IV)            | 0:3                   | Uralmasch Jekaterinburg (II)            |
| 15.05.1997 | Nosta Nowotroizk (III)                  | 5:0                   | Magnitka Magnitogorsk (III)             |
| 15.05.1997 | Energija Tschaikowski (III)             | 2:2 n. V. (4:2 i. E.) | Gasowik-Gasprom Ischewsk (II)           |
| 16.05.1997 | Tom Tomsk (III)                         | 5:1                   | Metallurg Krasnojarsk (III)             |
| 16.05.1997 | Swesda Irkutsk (III)                    | 4:2 n. V.             | Angara Angarsk (III)                    |
| 16.05.1997 | Selenga Ulan-Ude (III)                  | 2:3                   | Lokomotive Tschita (II)                 |
| 16.05.1997 | Okean Nachodka (III)                    | 1:3                   | FK Lutsch Wladiwostok (II)              |
| 16.05.1997 | Metallurg-Sabsib Nowokusnezk (III)      | 1:0                   | Sarja Leninsk-Kusnezki (II)             |
| 16.05.1997 | Dynamo Barnaul (III)                    | 4:0                   | Dynamo Omsk (III)                       |
| 16.05.1997 | Amur Blagoweschtschensk (III)           | 0:2                   | FK SKA-Chabarowsk (III)                 |
| 16.05.1997 | Samotlor-XXI Nischnewartowsk (III)      | 3:1                   | Irtysch Omsk (II)                       |

## 3. Runde
| Datum      |                                    | Ergebnis              |                                      |
| ---------- | ---------------------------------- | --------------------- | ------------------------------------ |
| 16.06.1997 | Kuban Slawjansk-na-Kubani (IV)     | 3:1 n. V.             | Wenez Gulkewitschi (III)             |
| 16.06.1997 | Torpedo-SIL Moskau (IV)            | 1:5                   | Uralan Elista (II)                   |
| 16.06.1997 | Torpedo Armawir (III)              | 1:3                   | Dynamo Stawropol (II)                |
| 16.06.1997 | Tekstilschtschik Iwanowo (III)     | 1:0                   | Saturn Ramenskoje (II)               |
| 16.06.1997 | Stroitel Morschansk (IV)           | 1:2                   | FK Mosenergo Moskau (III)            |
| 16.06.1997 | Spartak Schtschjolkowo (III)       | 1:2                   | Kosmos Dolgoprudny (IV)              |
| 16.06.1997 | Spartak Naltschik (II)             | 2:1                   | Kawkaskabel Prochladny (III)         |
| 16.06.1997 | Sokol-PSD Saratow (II)             | 0:2                   | Rubin Kasan (III)                    |
| 16.06.1997 | FK SKA Rostow (III)                | 2:0                   | Spartak-Bratskij Juschny (IV)        |
| 16.06.1997 | FK SKA-Chabarowsk (III)            | 2:3                   | FK Lutsch Wladiwostok (II)           |
| 16.06.1997 | FK Sibir Kurgan (III)              | 0:2                   | Wolga Uljanowsk (III)                |
| 16.06.1997 | Samotlor-XXI Nischnewartowsk (III) | 2:1                   | Dynamo Barnaul (III)                 |
| 16.06.1997 | Niwa Slawjansk-na-Kubani (IV)      | 1:2                   | Kuban Krasnodar (II)                 |
| 16.06.1997 | FK Neftechimik Nischnekamsk (II)   | 4:0                   | Energija Tschaikowski (III)          |
| 16.06.1997 | Metallurg-Sabsib Nowokusnezk (III) | 0:1                   | Tom Tomsk (III)                      |
| 16.06.1997 | Metallurg Wyksa (IV)               | 1:1 n. V. (3:2 i. E.) | Zenit Pensa (IV)                     |
| 16.06.1997 | Metallurg Lipezk (II)              | 5:0                   | FK Saljut-Jukos Belgorod (III)       |
| 16.06.1997 | Metallurg Krasny Sulin (IV)        | 2:1                   | Torpedo Taganrog (III)               |
| 16.06.1997 | MTschS Seljatino (III)             | 3:1                   | Torgmasch Ljuberzy (IV)              |
| 16.06.1997 | Lokomotive Kaluga (IV)             | 0:4                   | Lokomotive St. Petersburg (II)       |
| 16.06.1997 | Lokomotive Tschita (II)            | 3:2 n. V.             | Swesda Irkutsk (III)                 |
| 16.06.1997 | FK Orjol (III)                     | 3:0 n. V.             | Lokomotive Jelez (IV)                |
| 16.06.1997 | Dynamo Wologda (III)               | 4:0                   | Wolotschanin Wyschni Wolotschok (IV) |
| 16.06.1997 | Druschba Maikop (II)               | 1:0                   | Energija Pjatigorsk (III)            |
| 16.06.1997 | ZSK WWS-Kristall Smolensk (II)     | 5:3                   | Dynamo Brjansk (IV)                  |
| 16.06.1997 | Awtodor Wladikawkas (III)          | 1:2                   | Awtosaptschast Baksan (III)          |
| 16.06.1997 | Anschi Machatschkala (II)          | 4:2                   | Rotor-2 Michailowka (IV)             |
| 16.06.1997 | Uralmasch Jekaterinburg (II)       | 1:1 n. V. (5:3 i. E.) | Amkar Perm (III)                     |
| 16.06.1997 | Nosta Nowotroizk (III)             | 5:1                   | Neftjanik Bugulma (IV)               |
| 16.06.1997 | Arsenal Tula (III)                 | 4:0                   | FK Roda Moskau (IV)                  |

## 4. Runde
Die Erstligisten Schinnik Jaroslawl und Fakel Woronesch stiegen in dieser Runde ein.
| Datum      |                                  | Ergebnis              |                                    |
| ---------- | -------------------------------- | --------------------- | ---------------------------------- |
| 06.07.1997 | Kuban Slawjansk-na-Kubani (IV)   | 2:3                   | Kuban Krasnodar (II)               |
| 06.07.1997 | Uralan Elista (II)               | 2:0                   | Anschi Machatschkala (II)          |
| 06.07.1997 | Tekstilschtschik Iwanowo (III)   | 0:1                   | FK Orjol (III)                     |
| 06.07.1997 | FK SKA Rostow (III)              | 2:3                   | Metallurg Krasny Sulin (IV)        |
| 06.07.1997 | Rubin Kasan (III)                | 3:0                   | Metallurg Wyksa (IV)               |
| 06.07.1997 | MTschS Seljatino (III)           | 1:0                   | Kosmos Dolgoprudny (IV)            |
| 06.07.1997 | Lokomotive St. Petersburg (II)   | 1:2                   | ZSK WWS-Kristall Smolensk (II)     |
| 06.07.1997 | Dynamo Wologda (III)             | 0:1                   | Schinnik Jaroslawl (I)             |
| 06.07.1997 | Dynamo Stawropol (II)            | 5:3                   | Druschba Maikop (II)               |
| 06.07.1997 | Awtosaptschast Baksan (III)      | 1:1 n. V. (4:3 i. E.) | Spartak Naltschik (II)             |
| 06.07.1997 | Arsenal Tula (III)               | 2:0                   | Fakel Woronesch (I)                |
| 06.07.1997 | Wolga Uljanowsk (III)            | 1:0                   | Nosta Nowotroizk (III)             |
| 06.07.1997 | FK Neftechimik Nischnekamsk (II) | 5:0                   | Uralmasch Jekaterinburg (II)       |
| 06.07.1997 | Tom Tomsk (III)                  | 2:1                   | Samotlor-XXI Nischnewartowsk (III) |
| 06.07.1997 | Metallurg Lipezk (II)            | 1:0                   | FK Mosenergo Moskau (III)          |
| 21.07.1997 | FK Lutsch Wladiwostok (II)       | 1:3 n. V.             | Lokomotive Tschita (II)            |

## 5. Runde
Die anderen 16 Erstligisten starteten in dieser Runde und traten auswärts an.
| Datum      |                                  | Ergebnis              |                                  |
| ---------- | -------------------------------- | --------------------- | -------------------------------- |
| 30.07.1997 | Metallurg Krasny Sulin (IV)      | 0:2                   | Spartak Moskau (I)               |
| 06.08.1997 | Uralan Elista (II)               | 1:2                   | Rotor Wolgograd (I)              |
| 06.08.1997 | Awtosaptschast Baksan (I)        | 1:3                   | Alanija Wladikawkas (I)          |
| 06.08.1997 | Tom Tomsk (III)                  | 3:1                   | FK Tjumen (I)                    |
| 13.08.1997 | Wolga Uljanowsk (III)            | 1:2                   | Krylja Sowetow Samara (I)        |
| 13.08.1997 | Schinnik Jaroslawl (I)           | 2:3                   | Zenit St. Petersburg (I)         |
| 13.08.1997 | Rubin Kasan (III)                | 1:0                   | Lokomotive Nischni Nowgorod (I)  |
| 13.08.1997 | FK Neftechimik Nischnekamsk (II) | 1:3                   | KAMAS Nabereschnyje Tschelny (I) |
| 13.08.1997 | MTschS Seljatino (III)           | 1:2                   | Dynamo Moskau (I)                |
| 13.08.1997 | Lokomotive Tschita (II)          | 0:0 n. V. (3:4 i. E.) | ZSKA Moskau (I)                  |
| 13.08.1997 | Kuban Krasnodar (II)             | 2:1                   | Tschernomorez Noworossijsk (I)   |
| 13.08.1997 | FK Orjol (III)                   | 1:1 n. V. (0:3 i. E.) | Lokomotive Moskau (I)            |
| 13.08.1997 | Dynamo Stawropol (II)            | 3:0                   | Schemtschuschina Sotschi (I)     |
| 13.08.1997 | ZSK WWS-Kristall Smolensk (II)   | 2:2 n. V. (4:5 i. E.) | Baltika Kaliningrad (I)          |
| 13.08.1997 | Arsenal Tula (III)               | 3:0                   | Rostselmasch Rostow (I)          |
| 13.08.1997 | Metallurg Lipezk (II)            | 1:3                   | Torpedo Moskau (I)               |

## Achtelfinale
| Datum      |                                  | Ergebnis |                          |
| ---------- | -------------------------------- | -------- | ------------------------ |
| 18.10.1997 | Rubin Kasan (III)                | 1:0      | Arsenal Tula (III)       |
| 22.10.1997 | Krylja Sowetow Samara (I)        | 4:0      | Baltika Kaliningrad (I)  |
| 22.10.1997 | Dynamo Moskau (I)                | 3:1      | Dynamo Stawropol (II)    |
| 22.10.1997 | ZSKA Moskau (I)                  | 3:2      | Zenit St. Petersburg (I) |
| 21.03.1998 | Spartak Moskau (I)               | 6:0      | Kuban Krasnodar (II)     |
| 21.03.1998 | Alanija Wladikawkas (I)          | 1:0      | Tom Tomsk (III)          |
| 21.03.1998 | KAMAS Nabereschnyje Tschelny (I) | 3:4      | Rotor Wolgograd (I)      |
| 23.03.1998 | Torpedo Moskau (I)               | 0:2      | Lokomotive Moskau (I)    |

## Viertelfinale
| Datum      |                         | Ergebnis  |                           |
| ---------- | ----------------------- | --------- | ------------------------- |
| 08.04.1998 | Spartak Moskau (I)      | 2:0       | Krylja Sowetow Samara (I) |
| 08.04.1998 | Lokomotive Moskau (I)   | 1:0       | Dynamo Moskau (I)         |
| 14.04.1998 | Rotor Wolgograd (I)     | 5:3 n. V. | ZSKA Moskau (I)           |
| 15.04.1998 | Alanija Wladikawkas (I) | 3:0       | Rubin Kasan (III)         |

## Halbfinale
| Datum      |                       | Ergebnis |                         |
| ---------- | --------------------- | -------- | ----------------------- |
| 28.04.1998 | Rotor Wolgograd (I)   | 0:2      | Spartak Moskau (I)      |
| 29.04.1998 | Lokomotive Moskau (I) | 1:0      | Alanija Wladikawkas (I) |

## Finale
| Paarung           | Spartak Moskau – Lokomotive Moskau |
| Ergebnis          | 1:0 (0:0) |
| Datum             | 7. Juni 1998 |
| Stadion           | Olympiastadion Luschniki, Moskau |
| Zuschauer         | 38.000 |
| Schiedsrichter    | Lom-Ali Ibragimow |
| Tore              | 1:0 Andrei Tichonow (86.) |
| Spartak Moskau    | Aleksandr Filimonow – Sergei Gorlukowitsch, Dmitri Chlestow, Ilja Zymbalar, Miraslau Ramaschtschanka – Dmitri Ananko, Dmitro Parfjonow, Dmitri Alenitschew , Jegor Titow – Maksim Busnikin (61. Anatoli Kanischtschew), Andrei Tichonow. Cheftrainer: Oleg Romanzew  |
| Lokomotive Moskau | Ruslan Nigmatullin – Igor Tscherewtschenko, Juri Drosdow, Jewgeni Charlatschjow, Sargis Howhannisjan – Igor Tschugainow, Aleksei Kosolapow , Sjarhej Hurenka, Sasa Dschanaschia – Dmitri Loskow (54. Andrei Solomatin), Alexander Borodjuk. Cheftrainer: Juri Sjomin |
| Gelbe Karten      | Dmitri Alenitschew – Dmitri Loskow |